# Ванцетта, Джорджо
Джорджо Ванцетта (итал. Giorgio Vanzetta; 9 октября 1959 года, Кавалезе) — итальянский лыжник, олимпийский чемпион, призёр чемпионатов мира. Старший брат известной лыжницы Биче Ванцетты.

## Карьера
В Кубке мира Ванцетта дебютировал в 1982 году, в марте 1986 года впервые попал в тройку лучших на этапе Кубка мира. Всего имеет на своём счету 3 попадания в тройку лучших на этапах Кубка мира. Лучшим достижением Ванцетты в общем итоговом зачёте Кубка мира является 9-е место в сезоне 1981/82.
На Олимпиаде-1980 в Лейк-Плэсиде занял 6-е место в эстафете и 34-е место в гонке на 15 км.
На Олимпиаде-1984 в Сараево занял 7-е место в эстафете, 14-е место в гонке на 15 км, 24-е место в гонке на 30 км и 30-е место в гонке на 50 км.
На Олимпиаде-1988 в Калгари занял 10-е место в гонке на 15 км классикой 5-е место в гонке на 30 км классикой и 5-е место в эстафете.
На Олимпиаде-1992 в Альбервиле завоевал серебряную медаль в эстафете и две бронзовые медали в гонке преследования и гонке на 50 км коньком, кроме того был 7-м в гонке на 10 км классикой.
На Олимпиаде-1994 в Лиллехаммере завоевал золото в эстафете, в остальных гонках показал следующие результаты, 30 км коньком — 14-е место, 10 км классикой — 15-е место, гонка преследования — 9-е место, 50 км классикой — 8-е место.
За свою карьеру принимал участие в восьми чемпионатах мира, на которых завоевал две серебряные медали, обе в эстафетных гонках, в личных гонках трижды останавливался в шаге от подиума занимая 4-е место.